# Inel prim
În algebra abstractă un inel prim este un inel nenul R în care pentru oricare două elemente a și b din R, arb = 0 pentru orice r din R implică fie a = 0, fie b = 0. Această definiție poate fi privită ca o generalizare simultană atât a domeniilor de integritate, cât și a inelelor simple.
Deși acest articol se referă la definiția de mai sus, inelul prim se poate referi și la subinelul minimal, diferit de zero, al unui corp, care este generat de elementul său neutru 1 și determinat de caracteristica sa. Pentru un corp cu caracteristica 0, inelul prim este inelul numerelor întregi, iar pentru un corp cu caracteristica p (cu p un număr prim) inelul prim este corpul finit de ordinul p.

## Definiții echivalente
Un inel R este prim dacă și numai dacă idealul nul {0} este un ideal prim în sens necomutativ.
În acest caz, condițiile echivalente pentru idealele prime dau următoarele condiții echivalente pentru ca R să fie un inel prim:
- Pentru oricare două ideale A și B din R, AB = {0} implică fie A = {0}, fie B = {0}.
- Pentru oricare două ideale drepte A și B din R, AB = {0} implică fie A = {0}, fie B = {0}.
- Pentru oricare două ideale stângi A și B din R, AB = {0} implică fie A = {0}, fie B = {0}.

Cu aceste condiții se poate verifica că următoarele sunt echivalente cu faptul că R este un inel prim:
- Toate idealele drepte nenule sunt R-module drepte fidele.
- Toate idealele stângi nenule sunt R-module stângi fidele.

## Exemple
- Orice domeniu este un inel prim.
- Orice inel simplu este un inel prim, și, în general: orice inel primitiv stâng sau drept este un inel prim.
- Orice inel de matrici⁠(d) peste un domeniu de integritate este un inel prim. În special inelul de matrici 2 × 2 este un inel prim.

## Proprietăți
- Un inel comutativ este un inel prim dacă și numai dacă este un domeniu de integritate.
- Un inel este prim dacă și numai dacă idealul său nul este un ideal prim.
- Un inel nenul este prim dacă și numai dacă monoidul idealului nu are divizori ai lui zero.
- Inelul de matrici peste un inel prim este și el un inel prim.